# 徳島県道270号一宇祖谷口停車場線
徳島県道270号一宇祖谷口停車場線（とくしまけんどう270ごう いちういやぐちていしゃじょうせん）は、徳島県三好市を通る一般県道である。

## 概要
三好市西祖谷山村一宇から三好市山城町下川に至る。県道のほとんどが、徳島県道32号山城東祖谷山線の重複区間であるため、単独区間は、全体のわずか0.9 %にあたる138 mしかない。

### 路線データ
- 起点：三好市西祖谷山村一宇（徳島県道32号山城東祖谷山線上、徳島県道45号西祖谷山山城線起点）
- 終点：三好市山城町下川（JR四国土讃線 祖谷口駅前）
- 総延長：14,892 m[1]
- 実延長：138 m[1]
- 重用区間：14,754 m[1]

## 歴史
- 1972年（昭和47年）3月10日 - 認定。
- 1982年（昭和57年）10月29日 - 徳島県道32号山城東祖谷山線の認定により、そのほとんどが重複区間となる。

## 路線状況

### 重複区間
- 徳島県道32号山城東祖谷山線（三好市西祖谷山村一宇（起点） - 三好市山城町下川）
- 国道32号・国道319号（三好市山城町下川）

### 道路施設

#### 橋梁
- 祖谷口橋（吉野川、三好市、徳島県道32号山城東祖谷山線重複区間内）

#### トンネル
- 京田トンネル：延長276 m[2]、2022年（令和4年）竣工、三好市（徳島県道32号山城東祖谷山線重複区間内）

## 地理

### 通過する自治体
- 徳島県
  - 三好市

### 交差する道路
| 交差する道路                                                                         | 交差する場所   | 交差する場所       |
| ------------------------------------------------------------------------------------ | -------------- | ------------------ |
| 徳島県道32号山城東祖谷山線 重複区間起点 徳島県道45号西祖谷山山城線                   | 西祖谷山村一宇 | 起点               |
| 徳島県道140号大利辻線                                                                | 池田町大利     |                    |
| 国道32号 重複区間起点 国道319号 重複区間起点 徳島県道32号山城東祖谷山線 重複区間終点 | 山城町下川     |                    |
| 国道32号 重複区間終点 国道319号 重複区間終点                                         | 山城町下川     | 山城町祖谷口交差点 |

### 沿線
- 西祖谷郵便局
- 三好市役所 西祖谷支所
- 三好市立檪生小学校
- 出合郵便局
- 三好市立川崎小学校
- 三好警察署 山城町下川駐在所
- JR四国土讃線 祖谷口駅